# Velocette
Velocette es una línea de motocicletas fabricada por Veloce Ltd, en Hall Green, Birmingham, Inglaterra. Era una pequeña empresa familiar, que vendió casi tantas motocicletas hechas a mano a lo largo de su existencia como las máquinas producidas en serie por grandes empresas como BSA o Norton.
Reconocida por la calidad de sus productos, la compañía estuvo "siempre en primer plano" en las carreras internacionales de motocicletas, desde mediados de la década de 1920 hasta la década de 1950, presencia que culminó con dos títulos del Campeonato del Mundo de Motociclismo (1949 y 1950) y con su legendaria motocicleta monocilíndrica de 500 cc, con la que conseguiría el récord todavía vigente de un promedio de 161 km/h durante 24 horas.
Velocette, aunque era una pequeña empresa, fue una gran innovadora técnica y muchos de sus diseños patentados son comunes en las motocicletas de hoy en día, incluyendo el cambio de pedal de parada positiva y la suspensión trasera de amortiguadores hidráulicos con brazo basculante. El negocio fue decayendo comercialmente a lo largo de la década de 1960, cerrando definitivamente en febrero de 1971.

## Fundación
La compañía fue fundada por John Goodman (nacido con el nombre de Johannes Gütgemann y después conocido como John Taylor antes de cambiar formalmente su apellido por Goodman) y William Gue, como "Taylor, Gue Ltd." en 1905. Su primera motocicleta fue la Veloce. Un año más tarde, John Taylor creó Veloce Limited, para producir biciclos y productos y servicios relacionados. Veloce Ltd produjo inicialmente motocicletas de cuatro tiempos, primero con motores belgas "Kelecom", y después de un diseño propio F-head, con una caja de cambios integral de dos velocidades.

## Velocette de dos tiempos

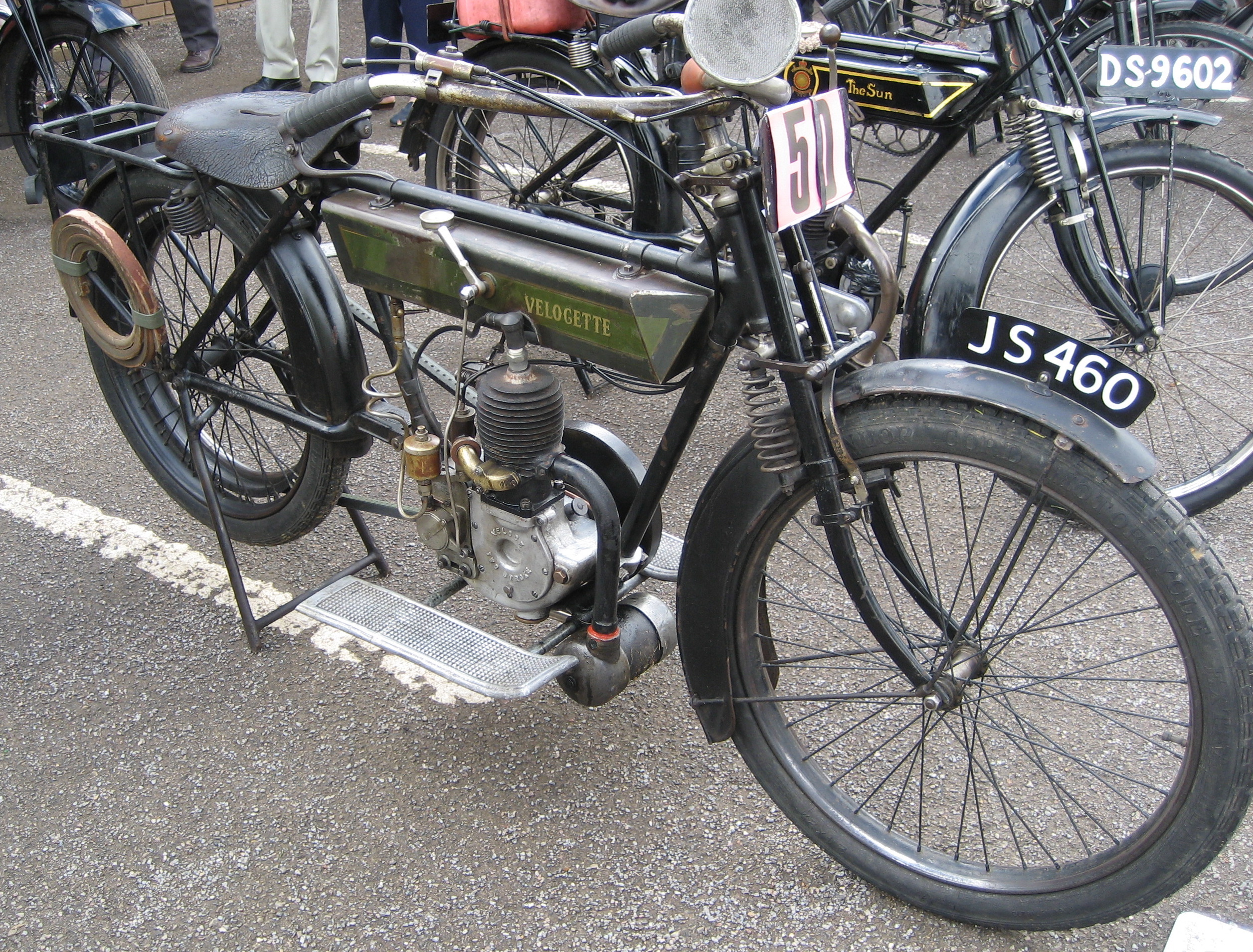
Velocette Model A de 1913

Su primera moto de dos tiempos, construida en 1913, se llamó "Velocette". Cuando la serie 'K' recuperó el nombre de Veloce, los compradores lo ignoraron, habiéndose acostumbrado al nombre de Velocette y asociándolo con productos de calidad. El nombre de "Velocette" fue retomado y utilizado para todos los modelos posteriores. John se unió en 1916 a sus hijos Percy y Eugene Goodman. Entre 1913 y 1925, Veloce produjo motocicletas de dos tiempos caras y de alta calidad de (nominalmente) 250 cc, que ganaron una excelente reputación y participaron en competiciones como en el TT Isla de Man con cierto éxito. Las máquinas de un solo cilindro tenían muchas características avanzadas, como una bomba de aceite controlada por el acelerador, que las diferenciaba de los productos de otros fabricantes. La introducción de este dispositivo fue reclamada erróneamente, mucho más tarde, por Suzuki. La fábrica desarrolló gradualmente esta máquina a partir de la serie "A" y sus variantes (A; AC2, con encendido de bobina y caja de cambios de dos velocidades; AC3, con caja de cambios de tres velocidades, etc.), luego la serie "H", el modelo U y sus variantes, proceso que culminó con el modelo GTP en 1930, que fue producido hasta 1946. La GTP era una motocicleta liviana y fiable, con buena dirección y potencia.

## Serie Velocette 'K'
A principios de la década de 1920, Veloce se dio cuenta de que, para crecer como empresa, necesitaba una nueva máquina de especificaciones avanzadas y desarrolló un motor de 350 cc de árbol de levas en cabeza (OHC), que se conoció como la serie 'K', introducido en 1925. Después de un primer año de problemas iniciales con este nuevo diseño, Veloce inscribió modelos 'K' ligeramente modificados en carreras como el Tourist Trophy de la Isla de Man y Brooklands. La fiabilidad y las buenas cualidades de funcionamiento de su nuevo motor llevaron a una larga cadena de éxitos, y a la introducción de un modelo de carreras de producción, el KTT, construido entre 1928 y 1949. La KTT de 1929 fue la primera motocicleta de producción en presentar un cambio de marcha de parada positiva, accionado por el pie. Los modelos de roadster desarrollados a partir de este modelo K inicial fueron los Velocette KSS (súper deportivo), KTS (deportiva y carretera), KTP (puertos de escape gemelos), KN (normal) y algunas variaciones. Un cambio notable en el diseño del motor se introdujo en 1935, el 'KSS Mk2', con una culata de aluminio completamente cerrada. La serie de motores OHC continuó con los modelos de carretera hasta 1948, cuando se produjeron las versiones finales del KSS Mk.2, con bastidores rígidos y horquillas telescópicas Dowty de suspensión neumática. La sincronización precisa de la válvula se logró mediante el uso pionero de lámparas estroboscópicas. La serie 'K' mostró una excelente velocidad de giro y fiabilidad, y pronto la fábrica desarrolló modelos de carreras para competir en el Tourist Trophy de Man.
|  |  |

## Serie Velocette 'M'

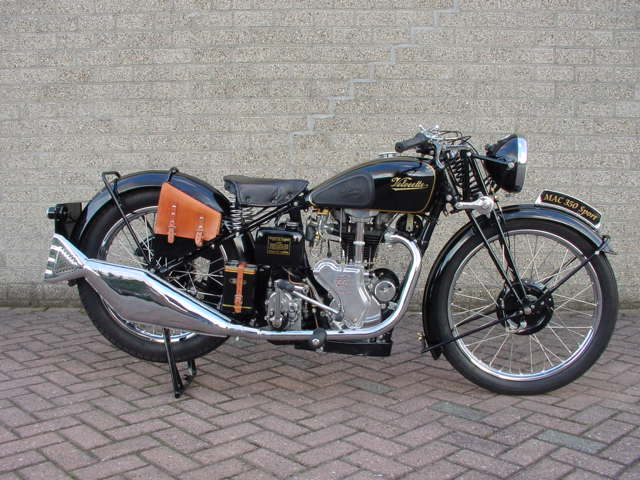
1936 Velocette MAC Sport

En 1933, la compañía decidió introducir una nueva línea de máquinas con válvulas en cabeza (OHV), para reducir los costes de producción y hacer una motocicleta más asequible. La serie K era costosa de producir y requería un ensamblaje manual selectivo de la transmisión del árbol de levas de eje y bisel. Se determinó que un diseño OHV más simple sería más rápido de construir y requeriría menos mano de obra cualificada para ensamblarlo. La primera de estas nuevas máquinas fue la MOV, que utilizaba un motor de 250cc de dimensiones 'cuadradas' (68 mm de diámetro y 68 mm de carrera). Fue un éxito de ventas inmediato por su buen rendimiento dinámico (alcanzaba 78 kilómetros por hora), y demostró ser una máquina fiable con un comportamiento excelente en la carretera. A partir de esta máquina, al alargar la carrera del cigüeñal, se introdujo la Velocette MAC 350 cc en 1934. Resultó aún más popular que la MOV, y se convirtió en una gran negocio para la empresa, aportando un capital muy necesario para la firma.
En 1935 se introdujo una máquina completamente nueva, basada en los dos modelos OHV anteriores, la Velocette MSS de 500 cc. Se utilizó un bastidor nuevo y más pesado con la intención de que la máquina pudiera servir para transportar un sidecar. Este nuevo cuadro fue desarrollado a partir de la máquina de carreras KTT MKV, y fue compartido con la KSS MKII de 1936 y 1948. La MSS también demostró ser muy popular y rentable para Veloce. Una versión de 350 cc de la MOV fue la base de las motocicletas militares de la Segunda Guerra Mundial de la compañía.

## Después de la guerra

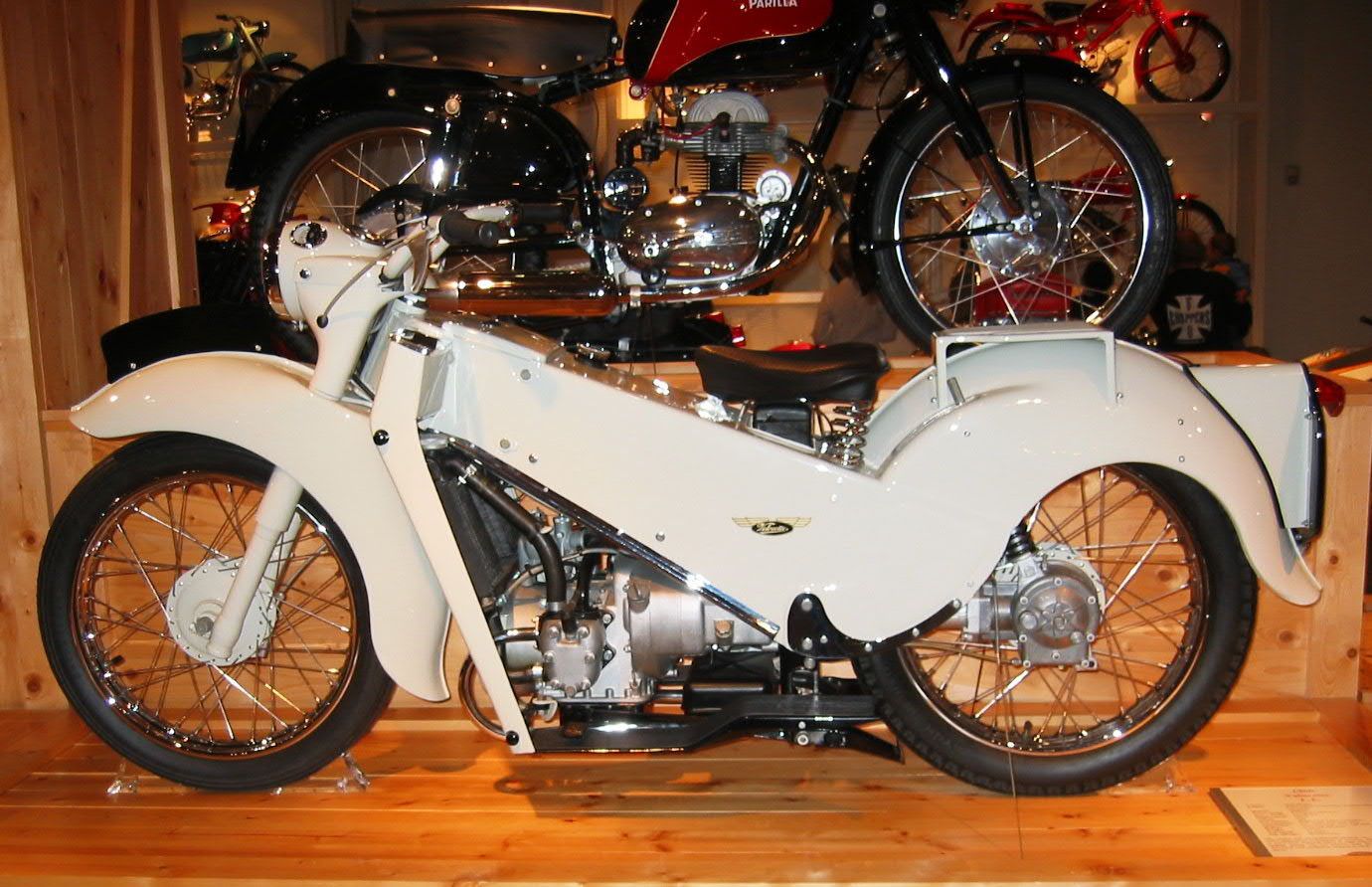
1953 Velocette LE

Después de la Segunda Guerra Mundial, la compañía se centró en lo que vio como una necesidad en desarrollo para el transporte personal y creó el modelo LE (acrónimo de "Little Engine"). Era un motor gemelo plano refrigerado por agua de 149 cc con válvulas laterales, un bastidor de acero prensado, horquillas telescópicas y un basculante. El director de Velocette, Eugene Goodman, planeó un diseño innovador y radical que atraería a un nuevo mercado que necesitaba un transporte barato, limpio y fiable. El diseñador Charles Udall desarrolló el Velocette LE como un diseño "concebido como un todo", con motor, caja de cambios, eje de transmisión y caja de bisel en una sola unidad para hacer un trabajo específico. Era sofisticado y costoso. Resultó menos exitoso de lo que la empresa había esperado y, aunque se convirtió en el modelo más vendido de Veloce, los altos costos del utillaje diseñado para construir esta máquina completamente nueva apenas se recuperaron.
Al menos, las fuerzas policiales británicas la adoptaron de forma generalizada para sus patrullas urbanas. Por aquel entonces, los agentes de la Policía Metropolitana que patrullaban a pie debían saludar a los inspectores. Con la introducción de las patrullas de motocicletas, este gesto se volvió peligroso, requiriendo que el agente quitara la mano del manillar, por lo que al conductor se le permitió mostrar su respeto con un gesto de asentimiento. Se ha sugerido que así es como la Velocette LE pasó a ser conocida como la "Noddy Bike". Sin embargo, el origen del nombre también se atribuye a Noddy, un popular personaje de libros ilustrados creado por la escritora británica para niños Enid Blyton, que coincidía frecuentemente en sus aventuras con el policía mister Plod.
El mercado de las máquinas deportivas todavía era importante, y Velocette continuó produciendo la KTT de 348 cc para carreras. En la Isla de Man TT de 1947, la compañía copó los primeros cuatro lugares en la carrera Junior. En 1949 fueron los primeros campeones del mundo FIM 350cc, una hazaña que repitieron en 1950. En 1967, Neil Kelly ganó el primer TT de producción de la Isla de Man en la clase de 500cc en una Velocette Thruxton, con otra Thruxton en segundo lugar.

## Últimos modelos
La Velocette MSS de 499 cc de 1954 demostró ser una exportación exitosa a la escena de las carreras en el desierto estadounidense, lo que provocó el desarrollo de versiones especiales y de enduro de la motocicleta, la Viper de 349 cc y la Venom de 499 cc, ambas introducidas en 1956. Una revisión de 1958 en The Motor Cycle, una publicación semanal en inglés, llamó a la Viper "una motocicleta extraordinariamente fina, con un rendimiento general muy por encima del promedio" y declaró que era capaz de superar los 90 kiklómetros por hora.
En 1961, una Velocette Venom se convirtió en la primera motocicleta en cubrir más de 2400 millas (3862,4 km) en un período de 24 horas, en el circuito de Montlhery en Francia (con un equipo de ocho conductores que incluía al director de Veloce, Bertie Goodman, y al columnista del equipo de 'MotorCycling' Bruce Main-Smith), promediando 100 millas por hora.

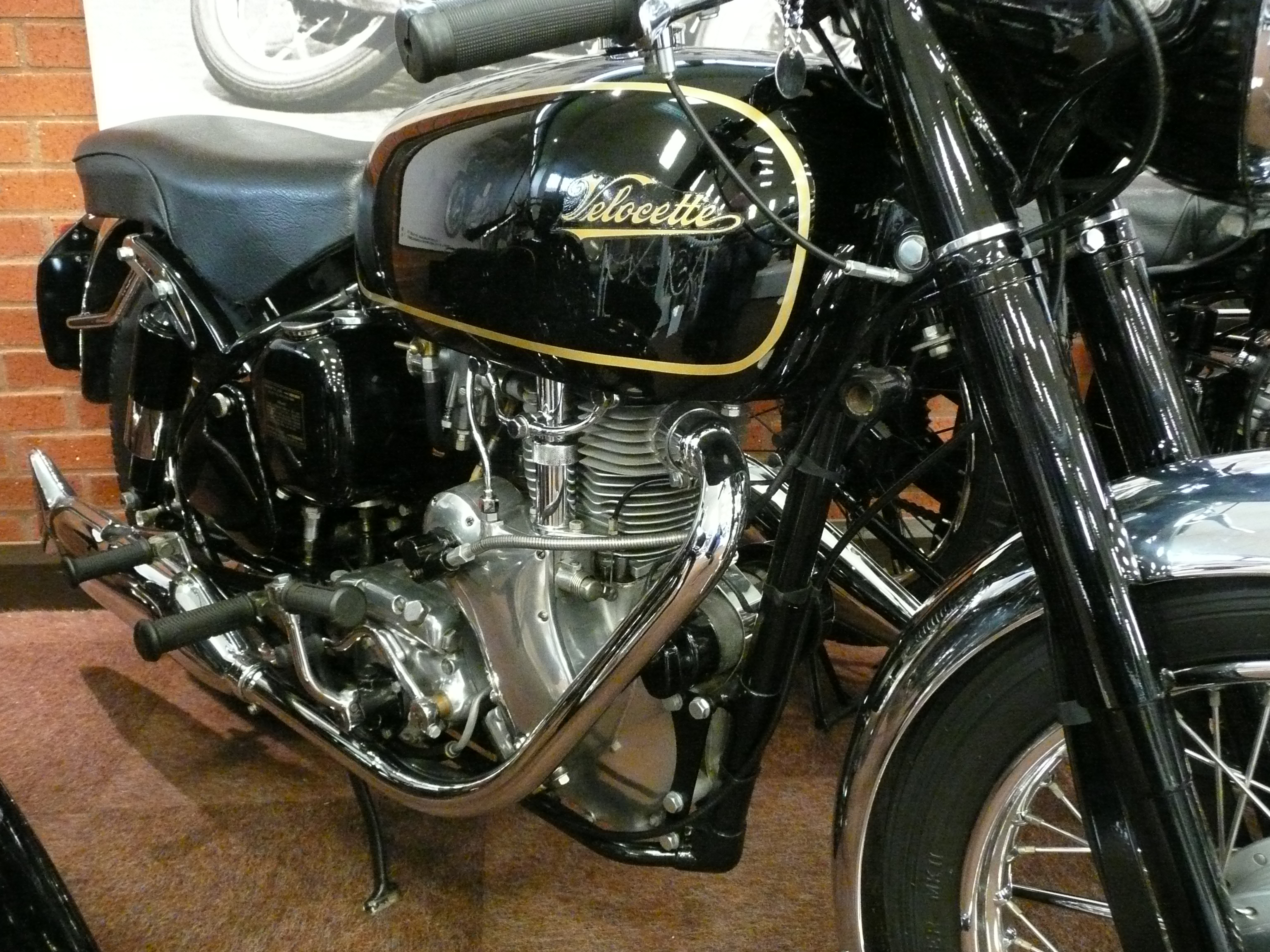
La Velocette Venom de 1961

Este récord para máquinas de hasta 500cc de cilindrada todavía se mantiene hasta nuestros días. La máquina se conserva, aunque resultó gravemente dañada en el desastroso incendio del Museo Nacional de la Motocicleta de Birmingham. Fue restaurada por el presidente del Velocette Owners Club Ivan Rhodes con la ayuda de los miembros del club.

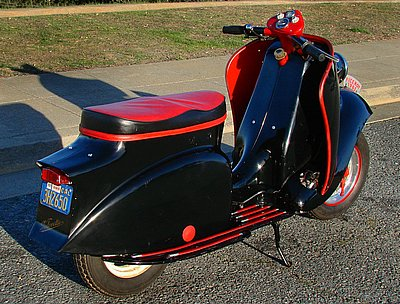
Velocette Viceroy 1961

En 1960, Velocette introdujo en el mercado la Viceroy, un inusual escúter de 250 cc de dos tiempos. Lo realmente único del Viceroy fue el motor de dos cilindros montado en la parte delantera y el tanque de combustible montado debajo del protector de las piernas delanteras. El motor en sí era extremadamente compacto y estaba conectado al embrague y a la transmisión montados en la parte trasera, por un eje de transmisión desde el volante montado en el motor. Con arranque eléctrico, sistema de 12 voltios, un centro de gravedad muy bajo, potencia de 15 caballos y una velocidad de crucero cómoda, podía llegar a las 65 millas por hora (104,6 km/h). El rendimiento, el manejo y las características del Viceroy fueron de primera clase. Pero este escúter llegó cuando las preferencias de los conductores estaban cambiando, y no fue un éxito de ventas. El final de la década de 1960 coincidió con los últimos años de fabricación de las motocicletas Velocette: la producción de la Velocette Viper y de la Vogue terminó en 1968; las "Special", Scrambler y Endurance en 1969; y las MSS Venom y Velocette Thruxton en 1970. Veloce Ltd. cerró en febrero de 1971.

## Desaparición
El negocio había tenido problemas desde 1956, con cambios del gobierno en la legislación sobre la compra de alquiler y el racionamiento de combustible durante la Crisis de Suez. A esto se le añadieron las pérdidas importantes en el desarrollo del escúter Viceroy desde 1956 hasta su comercialización en 1960, seguidas de los costos por el exceso de existencias de piezas redundantes y la pérdida de capital debido a los costos de desarrollo invertidos en otro nuevo modelo condenado al fracaso: el Velocette Vogue, una versión actualizada del LE con un carenado completo de fibra de vidrio. Las ventas se cotizaron como "unos pocos cientos en cinco años", y Veloce o Avon, el fabricante de carrocerías, nunca recuperó los costes del desarrollo. Todos fueron componentes clave del declive financiero.
El negocio fracasó comercialmente a finales de la década de 1960, aunque las ganancias de las ventas de repuestos después de la adquisición de Royal Enfield en 1967, sufragaron los costos operativos hasta el punto de que la compañía en su conjunto sobrevivió durante otros tres años. La fuerza laboral fue despedida en febrero de 1971, con C. C. Cooper, un distribuidor local de recuperación de metales, que compró la mayor parte de la maquinaria y continuó produciendo piezas de repuesto limitadas con un pequeño equipo de ingenieros. Los derechos para usar el nombre Velocette y fabricar piezas se vendieron a la familia Holder.

## Cultura popular
- En la película de 1981 "Eye of the Needle", ambientada justo antes de la invasión de Normandía en 1944, aparece una Velocette MAC350 de 1953 robada y luego arrojada al costado de una carretera después de quedarse sin gasolina por el personaje de Donald Sutherland "Heinrich Faber".
- En la película The History Boys, el actor Richard Griffiths aparece en varias escenas montando un modelo MAC Velocette de posguerra con brazo oscilante.